# Luxemburgs Billie Jean King Cup-lag
Luxemburgs Billie Jean King Cup-lag representerar Luxemburg i tennisturneringen Billie Jean King Cup, och kontrolleras av Luxemburgs tennisförbund. 

## Historik
Luxemburg deltog första gången 1972. Laget har som längst gått till åttondelsfinal, vilket man gjorde 1973 och 1979.